# Сергин, Виктор Владимирович
Виктор Владимирович Сергин (2 октября 1939, Мянсельга — 19 мая 1998, Петрозаводск) — карельский прозаик, поэт, заслуженный работник культуры Карельской АССР.

## Биография
Виктор Сергин родился в 1939 году в деревне Мянсельга Кондопожского района. Но в годы Великой Отечественной войны Виктор Сергин с мамой, сестрой и бабушкой эвакуировались в Кировскую область. В это время его отец прошёл всю Великую Отечественную войну. Детство Сергина было достаточно сложным, на него выпал тяжелый кризис послевоенного периода, а также трудности с отцом, который получил тяжёлые ранения на фронте. Кроме того, тяжкий труд сделал родителей будущего писателя инвалидами. В 1956 году Виктор Сергин закончил Кондопожскую школу. Во время учёбы в школе он увлёкся поэзией. Первое опубликованное стихотворение 16-летнего автора, посвящённое его матери, было опубликовано в газете «Новая Кондопога». Затем он смог занять 1 место в районном конкурсе поэзии со своим циклом стихотворений «Рабочие руки». Окончил Петрозаводское техническое училище № 1 на специальность слесаря. Заочно окончил в 1970 году Литературный институт имени А. М. Горького в Москве.

### Творчество
После училища Сергин сменил множество профессий, но особое влияние на него оказала работа лесником в заповеднике Кивач. Здесь он вдохновлялся карельской природой и написал множество произведений: повесть «Болевые точки. Письма из заповедника», этюды «Синяя лыжня» и многочисленные стихотворения. Первая книга «Людной лес» вышла в 1973 году. Все последующие произведения Виктора Сергина, такие как «Золотой побег», «Лесные сумерки», «Брусничный бор», тоже основаны на взаимосвязи человека и природы, сохранении карельского фольклора, традиций, философии и взглядов на жизнь. Сборник повестей «Жернова» был отмечен премией Всесоюзного конкурса на лучшее художественное произведение для детей, посвящённого 40-летию Победы. С 1977 года член союза писателей. Кроме литературной деятельности Сергин писал статьи в местную газету. С 1975 по 1989 год был редактором, заведующим отделом поэзии литературно-художественного и общественно-политического журнала «Север». На страницах «Севера» печатались и проза, и поэзия автора. В 1998 году вышло в свет его последняя работа — повесть «Кислород». С 1993 года работал лесником в посёлке Пиньгуба. Виктор Сергин умер в 1998 году.

## Награды
Награждён почётными грамотами Президиума Верховного Совета Республики Карелия и Республики Коми.
Заслуженный работник культуры Карельской АССР (1988).

## Память
В родном городе Кондопоге 14 октября 2019 года состоялось открытие памятной доски Виктору Владимировичу Сергину.
На острове Кижи в экспозиционном комплексе деревни Васильево находится дом Сергина как один из памятников русского деревянного зодчества.
Стихотворения Виктора Сергина переведены на финский язык.